# Lista över insjöar i Salems kommun
Detta är en lista över sjöar i Salems kommun baserad på sjöns utloppskoordinat. Om någon sjö saknas, kontrollera grannkommunens lista eller kategorin Insjöar i Salems kommun.

## Lista
| Namn     | Koordinat                                     | Sjöid         | VYID          | Yta (km²) | Strandlinje (km) | Höjd (m) | Maxdjup (m) | Volym (m³) | HARO  | Natura 2000 |
| -------- | --------------------------------------------- | ------------- | ------------- | --------- | ---------------- | -------- | ----------- | ---------- | ----- | ----------- |
| Acksjön  | 59°15′32″N 17°40′08″Ö / 59.25878°N 17.66897°Ö | 657235-160631 |               | 0,04      |                  | 42       | 1,1         | 20 000     | 61000 |             |
| Bergsjön | 59°13′15″N 17°39′48″Ö / 59.22088°N 17.66323°Ö | 656825-160602 | 656812-160610 | 0,0667    | 1,11             | 33,1     |             |            | 61000 |             |
| Bornsjön | 59°14′25″N 17°44′37″Ö / 59.24027°N 17.74350°Ö | 657245-160890 | 657041-161062 | 6,34      | 31,7             | 11       | 17          | 56 087 000 | 61000 | Bornsjön    |
| Flaten   | 59°11′44″N 17°44′17″Ö / 59.19555°N 17.73799°Ö | 656533-161088 | 656542-161045 | 0,282     | 2,22             | 19       |             |            | 61000 |             |
| Tullan   | 59°12′58″N 17°41′18″Ö / 59.21621°N 17.68837°Ö | 656772-160798 | 656764-160755 | 0,685     | 5,06             | 19,1     | 11          | 5 055 000  | 61000 |             |